# Unione Sportiva Sambenedettese 1923 2012-2013
Questa voce raccoglie le informazioni riguardanti l'Unione Sportiva Sambenedettese 1923 nelle competizioni ufficiali della stagione 2012-2013.

## Risultati

### Serie D

#### Poule scudetto
| Arbitro: | Dionisi (L'Aquila) |

|  |           |                             |
|  | Marcatori | 5’ Di Giuseppe 65’ Falchini |

| Arbitro: | Viotti (Tivoli) |

|                                                 |           |                    |
| Gai 11’ Agostinelli 17’ Tranchitella 64’ (rig.) | Marcatori | 56’ (rig.) Caselli |